# Constantin Băicoianu (economist)
Constantin Băicoianu (n. 1871 – d. 1945) a fost un economist român, director administrator la Banca Națională a României, președinte al comitetului de direcție de la Monetăria Națională. S-a aflat la conducerea revistei Economia Națională (1898). Între 1919-1929 a fost membru al Consiliului de Administrație AISCI București, iar apoi cenzor la „Societatea Națională de Credit Industrial”. Între anii 1936-1940 a fost inițiatorul reînființării Monetăriei Naționale.
Studiile le-a efectuat la Leipzig, unde urmează Facultatea de Agronomie - Hohenheim, iar mai apoi doctoratul la München, unde primește titlul de doctor în științe economice și financiare.

## Lucrări
- Ein Beitrag zur Geschichte der Zollpolitik Rumäniens von 1859 bis 1874 (1896)
- Geschichte der rumänischen Zollpolitik seit den 14 Jahrhundert bis 1874 (1896)
- O pagină din istoria relațiilor noastre comerciale cu Austro-Ungaria (1898)
- Câteva cuvinte asupra politicei noastre vamale și comerciale (1901)
- Relațiunile noastre comerciale cu Turcia de la 1860 până în prezent (1901)
- Contribuțiuni.... (1903)
- Histoire de notre politique douanière et commerciale depuis le Reglement Organique jusqu’à présent (1904)
- Istoria politicei noastre vamale și comerciale, vol 1 (1904)
- Creșterea și îmbunătǎțirea rasei vitelor (1905)
- Interesele României (1905)
- Industria națională (1907)
- Ce înțelegem prin politica comercială (1908)
- Cerem sancțiuni pentru respectarea concesiunilor din viitoarea convențiune comercială cu Austro-Ungaria (1908)
- Poporul.... (1909)
- Biserica Română (1910)
- Efectele agrarianismului austro-ungar (1910)
- Lumină și adevăr! (1911)
- Idealul economic al României și glorificarea d-lui P.P. Carp (1912)
- Problema rectificării râurilor, drenagiilor și irigațiilor în raport cu politica noastră agrară (1912)
- Handelspolitische Bestrebungen Englands..... (1913)
- Monopolul petrolului în Germania în raport cu interesele industriei petrolifere românești (1913)
- Criza tracțiunii animale în agricultura României (1913)
- Exproprierea și lărgirea colegiilor electorale pentru clarificarea intereselor românești (1914)
- Însemnătatea economică și geografică a României în actuala conflagrație europeană (1914)
- Patria maritimă și fluvială românească. Podul transdunărean româno-bulgar (1914)
- Reprezentarea legală a agriculturii (1914)
- Dunărea. Privire istorică, economică și politică (1915)
- Banca națională în timpul ocupațiunei (1919)
- Dunărea.... (1921)
- La Banque Nationale de la Roumanie pendant l'occupation (1921)
- La mormântul lui Bibicescu (1924)
- Pentru patrie și rege (1927)
- Steagul, școala și învățătorul (1927)
- Interesele României și problemele Monetăriei Statului (1929)
- Contribuțiuni la soluționarea crizei agricole (1929)
- Contribuțiuni la restaurarea situațiunii noastre agricole și combaterea crizei agricole prin îmbunătățirea însămânțărilor (1930)
- Istoria politicei noastre monetare și a Băncii Naționale (1932-1939)
- Prin raționalizarea agriculturii spre însănătoșirea finanțelor publice (1934)
- Contribuțiuni la înființarea Monetăriei Naționale (1935)
- Dunărea văzută prin prisma tratatului din București (1938)
- Problema Monetăriei Statului (1939)
- Problema evreească în lumina intereselor noastre naționale și creditul mărunt negustoresc (1939)
- Considerațiuni asupra acordului comercial germano-român din 23 martie 1939 (1939)